# Parapsyche asiatica
Parapsyche asiatica là một loài Trichoptera trong họ Hydropsychidae. Chúng phân bố ở miền Cổ bắc.